# Hans Gurbig
Hans Gurbig (* 1990 in Stuttgart) ist ein deutscher Schauspieler.

## Leben
Hans Gurbig sammelte erste Bühnenerfahrungen am Theater Heilbronn, wo er 2009 den Melchior Gabor in Frühlings Erwachen spielte. Er studierte dann zunächst von 2010 bis 2013 Musik mit Schwerpunkt Konzertgitarre an der Hochschule für Musik und Theater Hamburg. Während seines Musikstudiums besuchte er den Schauspielunterricht einiger Kommilitonen und entdeckte dadurch sein berufliches Interesse an der Schauspielerei. Er zog nach Barcelona, wo er Schauspielunterricht nahm und mit dem Regisseur Mateo Gil zusammenarbeitete, der ihn für eine kleine Rolle in seinem Kinofilm Realive an der Seite von Oona Castilla Chaplin besetzte.
Für eine Werbefilmproduktion unter der Regie von Simon Verhoeven kehrte Gurbig 2018 nach Deutschland zurück, wo er seither schwerpunktmäßig arbeitet. Als Werbedarsteller stand er u. a. für Nivea, Mexx und die Haarkosmetikmarke Sebastian Professional vor der Kamera. Er besuchte Schauspielworkshops bei Tim Garde, Jens Roth und am Filmhaus Babelsberg und arbeitet eng mit der Regisseurin Amélie Tambour zusammen.
2019 spielte er an der Komödie am Kurfürstendamm im Schillertheater die Rolle von R. P. S. Lanrue im Musiktheaterstück Rio Reiser – Mein Name ist Mensch von Frank Leo Schröder und Gert C. Möbius.
In der sechsteiligen Mini-Serie Even Closer – Hautnah (2021) war Gurbig in einer Hauptrolle als arroganter, cooler und attraktiver „Bad-Boy“ Ben Karlström zu sehen. In der Rosamunde-Pilcher-Verfilmung Liebe und andere Schätze, die im September 2022 im ZDF erstausgestrahlt wurde, spielte Gurbig die männliche Hauptrolle, den Abenteurer und Schatzsucher Jason Carter. In der 19. Staffel der ZDF-Serie SOKO Wismar (2022) übernahm Gurbig eine der Episodenrollen als tatverdächtiger Ex-Freund einer getöteten Goldschmiedin.
Hans Gurbig lebt in Berlin.

## Filmografie (Auswahl)
- 2017: Realive (Kinofilm)
- 2019: Alles was zählt: Verzweifelte Suche nach Maria (Fernsehserie, eine Folge)
- 2021: Even Closer – Hautnah (Fernsehserie, Serienrolle)
- 2021: Verbindung (Kinofilm)
- 2021: Gute Zeiten, schlechte Zeiten (Fernsehserie, mehrere Folgen)
- 2022: Rex Gildo – Der letzte Tanz (Kinofilm)
- 2022: Rosamunde Pilcher: Liebe und andere Schätze (Fernsehreihe)
- 2022: SOKO Wismar: Brötchen holen (Fernsehserie, eine Folge)
- 2024: Disko 76 (Fernsehserie, 1 Folge)